# Мишель Бриер Мемориал Трофи
Мишель Бриер Мемориал Трофи (англ. Michel Brière Memorial Trophy) — приз, ежегодно вручаемый лучшему хоккеисту Главной юниорской хоккейной лиги Квебека. Приз назван в честь игрока, выступавшего в QMJHL и НХЛ, Мишеля Бриера, погибшего в автокатастрофе.
Есть другой приз с тем же именем в честь того же игрока (Michel Brière Rookie of the Year Award), которым награждается лучший новичок года команды НХЛ «Питсбург Пингвинз».

## Победители
Выделены игроки так же получавшие в этом сезоне трофей «Лучший игрок года CHL».
- 2023–24 Матьё Катафорд, Галифакс Мусхэдс
- 2022–23 Жордан Дюме, Галифакс Мусхэдс
- 2021–22 Уильям Дюфур, Сент-Джон Си Догз
- 2020–21 Седрик Дерюйссо, Шарлоттаун Айлендерс
- 2019–20 Алекси Лафренье, Римуски Осеаник
- 2018–19 Алекси Лафренье, Римуски Осеаник
- 2017–18 Алекс Барре-Буле, Бленвиль-Буабриан Армада
- 2016-17 Виталий Абрамов, Гатино Олимпик
- 2015-16 Франсис Перрон, Руэн-Норанда Хаскис
- 2014-15 Конор Гарленд, Монктон Уайлдкэтс
- 2013-14 Энтони Манта, Валь-д’Ор Фореурс
- 2012-13 Джонатан Друэн, Галифакс Мусхэдс
- 2011-12 Янни Гурд, Викториавилл Тайгерз
- 2010-11 Шон Кутюрье, Драммондвилл Вольтижерс
- 2009-10 Майк Хоффман, Сент-Джон Си Догз
- 2008-09 Никола Риопель, Монктон Уайлдкэтс
- 2007-08 Франсис Паре, Шикутими Сагенинс
- 2006-07 Матьё Перро, Асади-Батерст Титан
- 2005-06 Александр Радулов, Квебек Ремпартс
- 2004-05 Сидни Кросби, Римуски Осеаник
- 2003-04 Сидни Кросби, Римуски Осеаник
- 2002-03 Жоэль Перро, Бе-Комо Дрэккэр
- 2001-02 Пьер-Марк Бушар, Шикутими Сагенинс
- 2000-01 Симон Гамаш, Валь-д’Ор Фореурс
- 1999-00 Брэд Ричардс, Римуски Осеаник
- 1998-99 Матью Шуинар, Шавиниган Катарактез
- 1997-98 Рамзи Абид, Шикутими Сагенинс
- 1996-97 Даниэль Корсо, Викториавилл Тайгерз
- 1995-96 Кристиан Дюбе, Шербрук Кэсторс
- 1994-95 Фрэдерик Картье, Лаваль Титан
- 1993-94 Мэнни Фернандес, Лаваль Титан
- 1992-93 Жослен Тибо, Шербрук Кэсторс
- 1991-92 Шарль Пулен, Сен-Иасент Лэйзер
- 1990-91 Яник Перро, Труа-Ривьер Дравью
- 1989-90 Эндрю Макким, Халл Олимпикс
- 1988-89 Стефан Морен, Шикутими Сагенинс
- 1987-88 Марк Сомье, Халл Олимпикс
- 1986-87 Роберт Дежарден, Лонгёй Кевальерз
- 1985-86 Гай Руле, Халл Олимпикс
- 1984-85 Даниэль Бертьям, Шикутими Сагенинс
- 1983-84 Марио Лемьё, Лаваль Вуазенз
- 1982-83 Пэт Лафонтейн, Верден Джуниорс
- 1981-82 Джон Шабо, Шербрук Кэсторс
- 1980-81 Дэйл Хаверчук, Корнуэлл Ройялс
- 1979-80 Дени Савар, Монреаль Джуниорс
- 1978-79 Пьер Лакруа, Труа-Ривьер Дравью
- 1977-78 Кевин Ривз, Монреаль Джуниорс
- 1976-77 Люсьен Деблуа, Сорель Эпервайерз
- 1975-76 Питер Марш, Шербрук Кэсторс
- 1974-75 Марио Виенс, Корнуэлл Ройялс
- 1973-74 Гэри Макгрегор, Корнуэлл Ройялс
- 1972-73 Андре Савар, Квебек Ремпартс